# Флоріна (сорт яблук)
Флоріна (Florina, іноді Querina) — зимовий сорт яблуні домашньої, який вивели французькі селекціонери 1977 року від схрещування яблунь Голден делішес, Джонатан і Rome Beauty. Сорт вивели на «Station de Recherches d'Arboriculture Fruitiere». Не зважаючи, що сорт вивели у Франції, предки сорту зі США.

## Переваги та недоліки
Морозостійкісь і стійкість до борошнистої роси середня, до парші — середня. Транспортабельність яблук середня.
Недоліки: вимогливість до вологи і тепла.

## Галерея

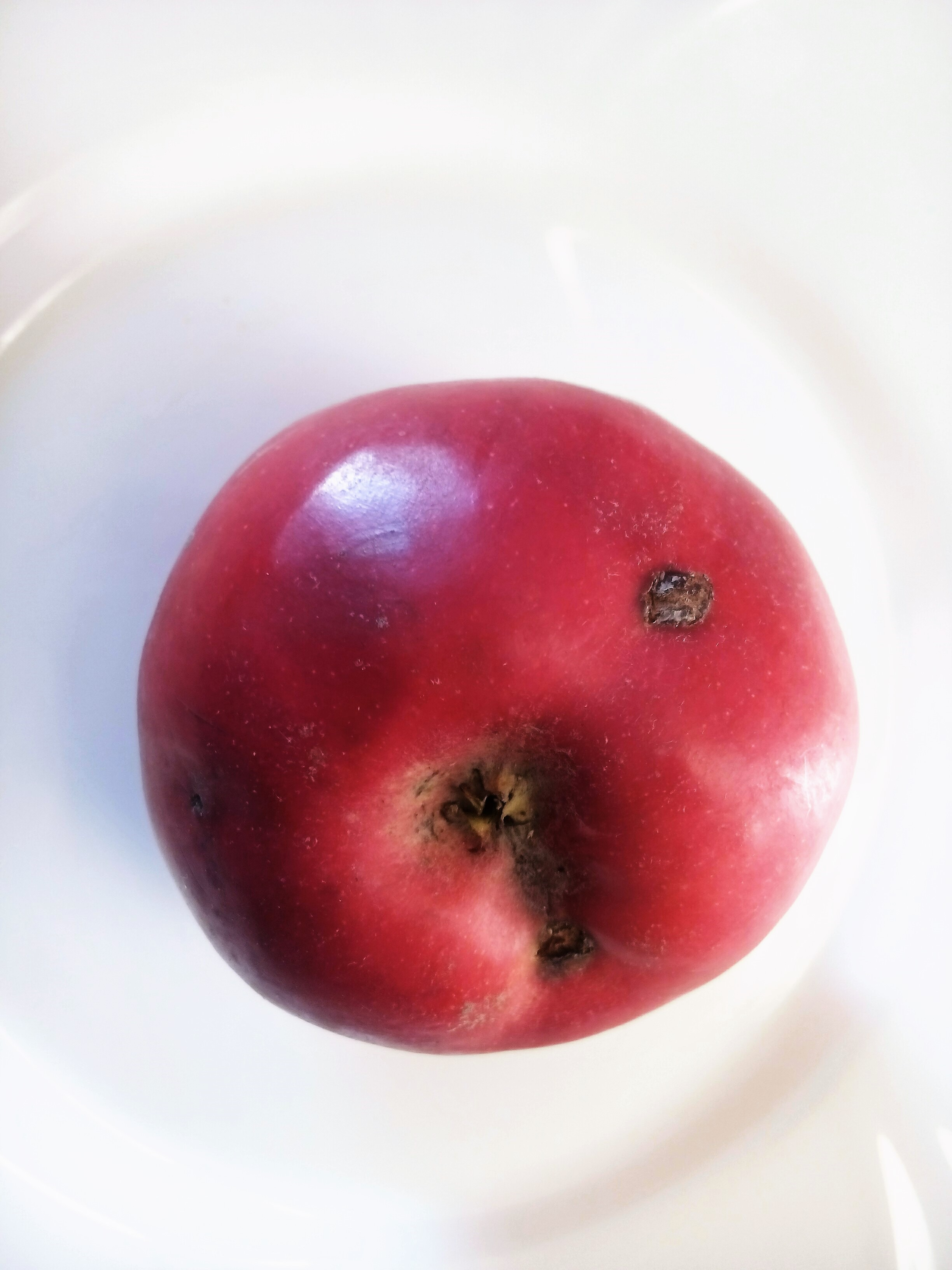
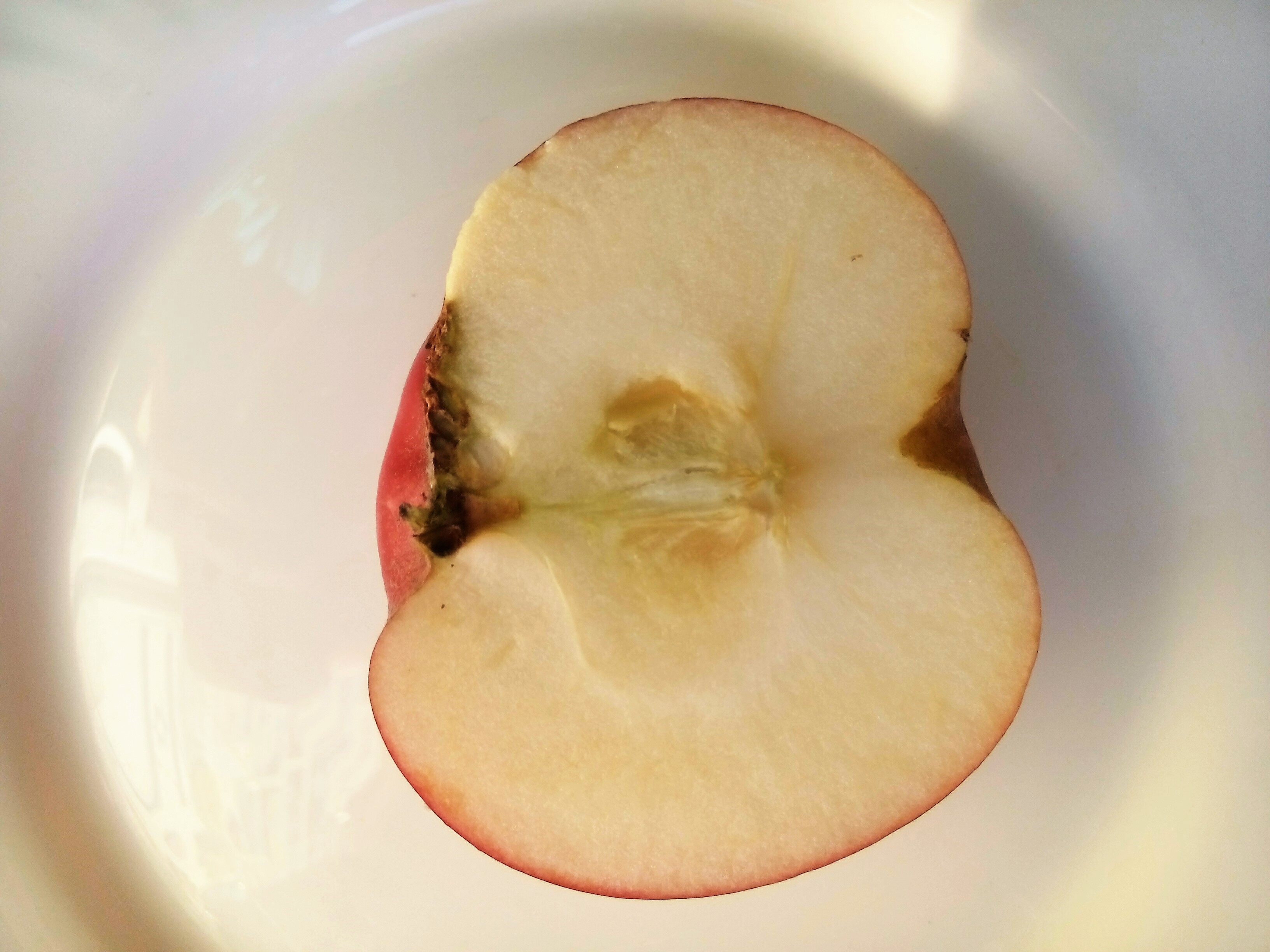
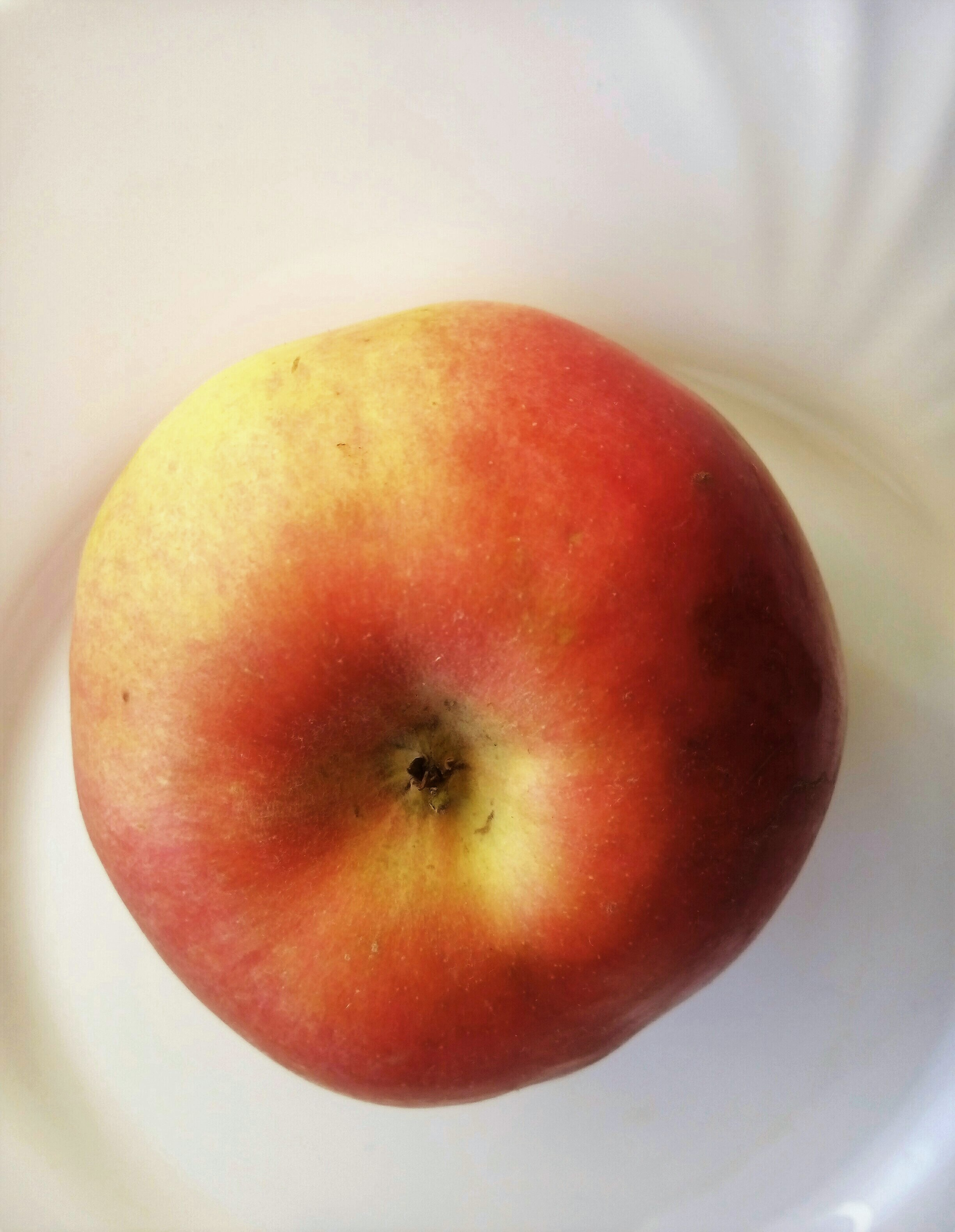
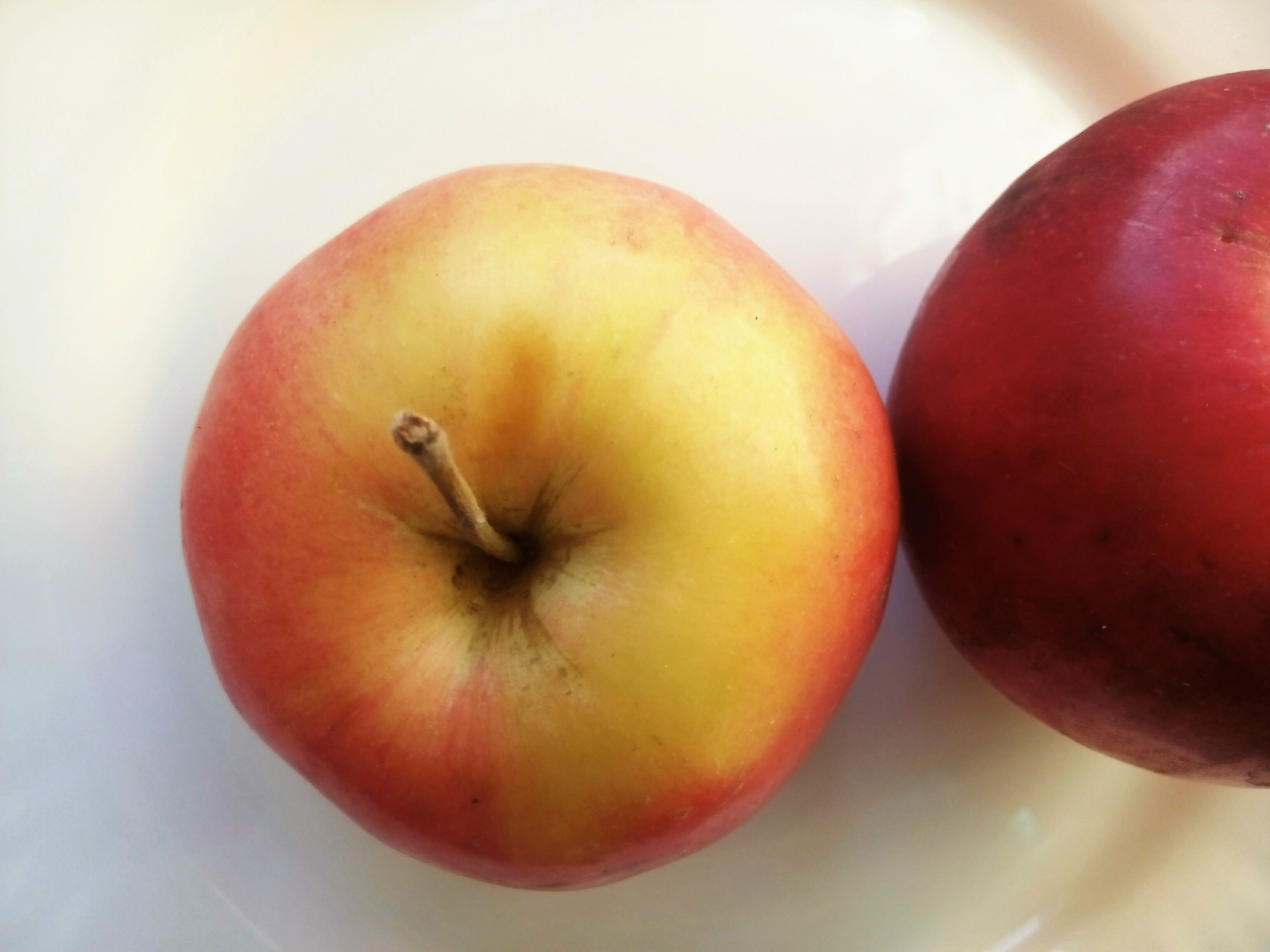
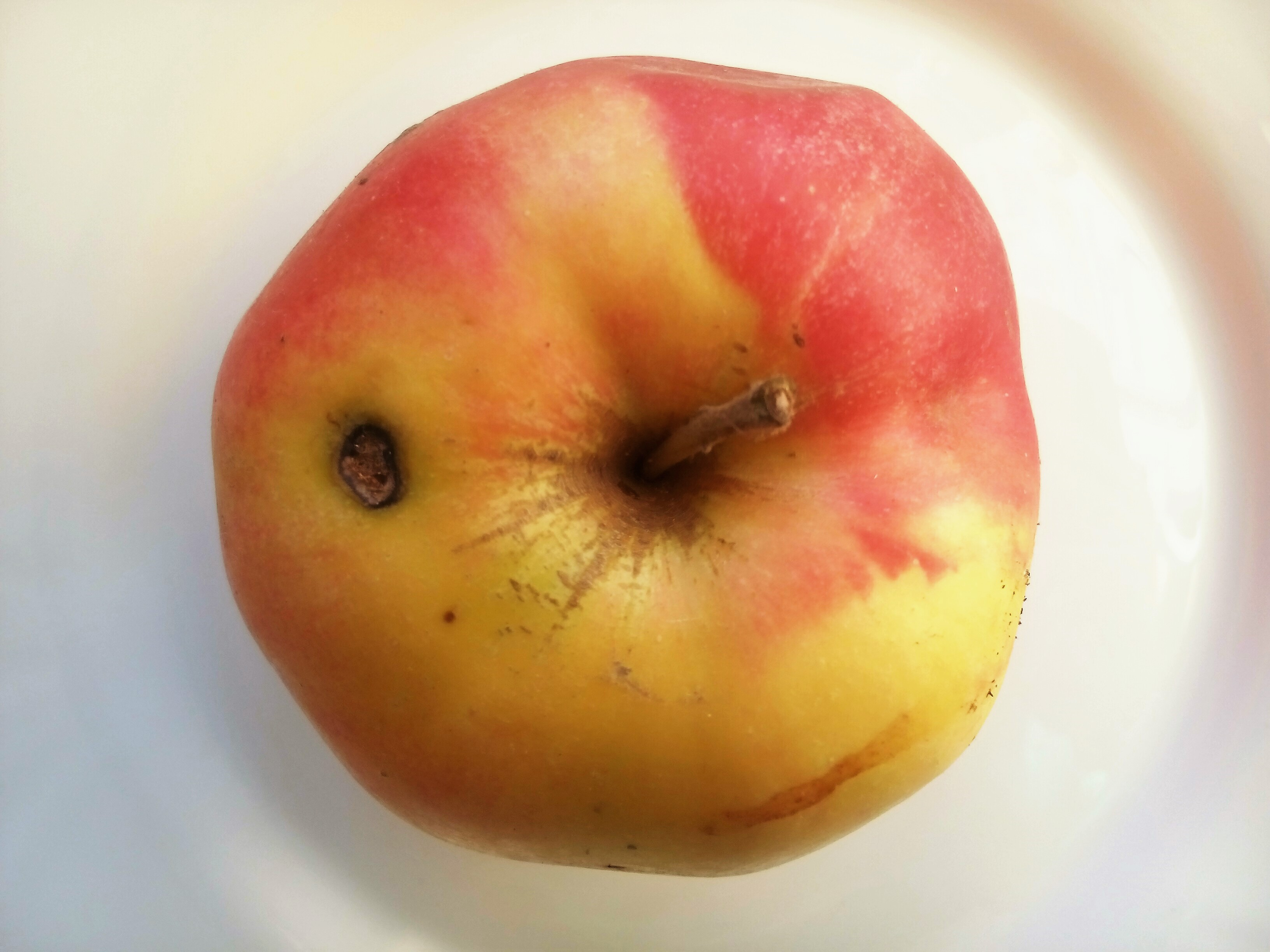
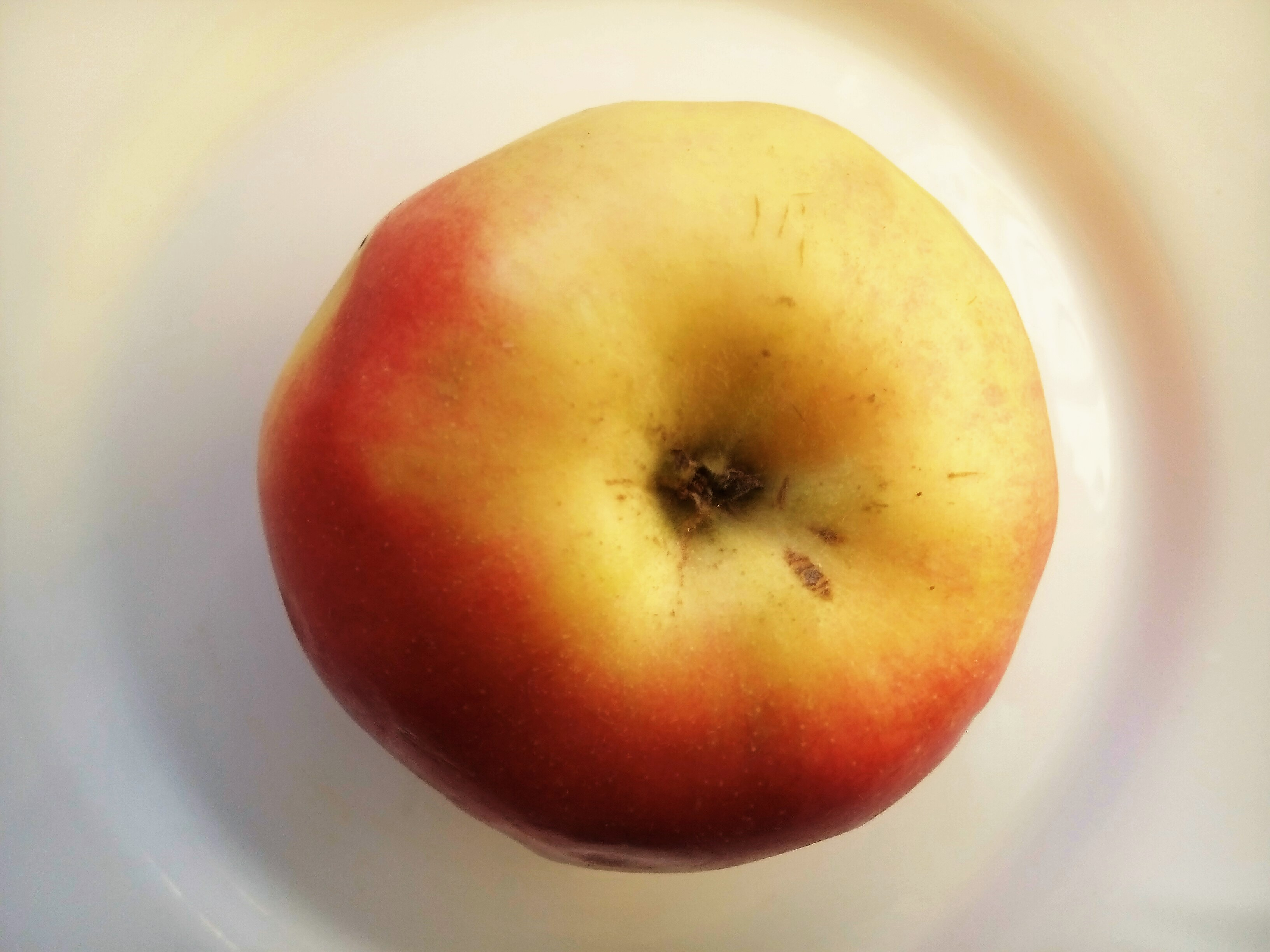

Українські яблука в Чернігові, 2017